# SK Beskyd Frenštát pod Radhoštěm
SK Beskyd Frenštát pod Radhoštěm je český fotbalový klub, který byl založen v roce 1924. Od sezony 2019/20 hraje Divizi F (4. nejvyšší soutěž).

## Stručná historie oddílu
Prvním soupeřem, který se později stal velkým rivalem, bylo mužstvo „zpoza kopce“ z Rožnova pod Radhoštěm. Frenštát svůj první zápas v historii sehrál v černobílých dresech na hřišti v Rožnově s výsledkem 4:3 ve svůj prospěch. V odvetě, která se hrála o týden později na hřišti u Polachova rybníka, utrpěl Rožnov debakl. Zápas totiž skončil vítězstvím Frenštátu 12:2. Zpočátku mužstvo nehrálo pravidelně organizovanou soutěž, objevila se celá řada překážek, ať už v hráčské či funkcionářské oblasti, což mělo za následek dočasné pozastavení činnosti. Velká renesance přichází v roce 1931, kdy byl klub přejmenován na SK Beskyd Frenštát a pod tímto názvem dosáhl oddíl také největších úspěchů.
Mezi příznivce frenštátské kopané patřil i místní rodák, světoznámý skokan na lyžích a olympijský vítěz Jiří Raška.

## Historické názvy
- SK Frenštát pod Radhoštěm (Sportovní klub Frenštát pod Radhoštěm)
- SK Beskyd Frenštát pod Radhoštěm (Sportovní klub Beskyd Frenštát pod Radhoštěm)
- TJ Spartak MEZ Frenštát pod Radhoštěm (Tělovýchovná jednota spartak Moravské elektrotechnické závody Frenštát pod Radhoštěm)
- TJ MEZ Frenštát pod Radhoštěm (Tělovýchovná jednota Moravské elektrotechnické závody Frenštát pod Radhoštěm)
- TJ Frenštát pod Radhoštěm (Tělovýchovná jednota Frenštát pod Radhoštěm)
- TJ VITTO TEA Frenštát pod Radhoštěm (Tělovýchovná jednota VITTO TEA Frenštát pod Radhoštěm)
- TJ EPO Frenštát pod Radhoštěm (Tělovýchovná jednota Elektropohony Frenštát pod Radhoštěm)
- SK Beskyd Frenštát pod Radhoštěm (Sportovní klub Beskyd Frenštát pod Radhoštěm)

## Umístění v jednotlivých sezonách
Legenda: Z - zápasy, V - výhry, R - remízy, P - porážky, VG - vstřelené góly, OG - obdržené góly, +/- - rozdíl skóre, B - body, červené podbarvení - sestup, zelené podbarvení - postup, fialové podbarvení - reorganizace, změna skupiny či soutěže
| Protektorát Čechy a Morava (1939 – 1945) |                                                             |                                                             |                                                             |                                                             |                                                             |                                                             |                                                             |                                                             |                                                             |                                                             |                                                             |
| Sezóny                                   | Liga                                                        | Úroveň                                                      | Z                                                           | V                                                           | R                                                           | P                                                           | VG                                                          | OG                                                          | +/-                                                         | B                                                           | Pozice                                                      |
| ...                                      |                                                             |                                                             |                                                             |                                                             |                                                             |                                                             |                                                             |                                                             |                                                             |                                                             |                                                             |
| 1941/42                                  | Moravskoslezská divize                                      | 2                                                           | 26                                                          | 7                                                           | 4                                                           | 15                                                          | 49                                                          | 96                                                          | −47                                                         | 18                                                          | 13.                                                         |
| ...                                      |                                                             |                                                             |                                                             |                                                             |                                                             |                                                             |                                                             |                                                             |                                                             |                                                             |                                                             |
| 1944/45                                  | Končila druhá světová válka, pravidelné soutěže se nehrály. | Končila druhá světová válka, pravidelné soutěže se nehrály. | Končila druhá světová válka, pravidelné soutěže se nehrály. | Končila druhá světová válka, pravidelné soutěže se nehrály. | Končila druhá světová válka, pravidelné soutěže se nehrály. | Končila druhá světová válka, pravidelné soutěže se nehrály. | Končila druhá světová válka, pravidelné soutěže se nehrály. | Končila druhá světová válka, pravidelné soutěže se nehrály. | Končila druhá světová válka, pravidelné soutěže se nehrály. | Končila druhá světová válka, pravidelné soutěže se nehrály. | Končila druhá světová válka, pravidelné soutěže se nehrály. |
| Československo (1945 – 1993)             |                                                             |                                                             |                                                             |                                                             |                                                             |                                                             |                                                             |                                                             |                                                             |                                                             |                                                             |
| Sezóny                                   | Liga                                                        | Úroveň                                                      | Z                                                           | V                                                           | R                                                           | P                                                           | VG                                                          | OG                                                          | +/-                                                         | B                                                           | Pozice                                                      |
| ...                                      |                                                             |                                                             |                                                             |                                                             |                                                             |                                                             |                                                             |                                                             |                                                             |                                                             |                                                             |
| 1947/48                                  | I. A třída SŽF                                              | 3                                                           | 26                                                          | 9                                                           | 4                                                           | 13                                                          | 56                                                          | 93                                                          | −37                                                         | 22                                                          | 11.                                                         |
| ...                                      |                                                             |                                                             |                                                             |                                                             |                                                             |                                                             |                                                             |                                                             |                                                             |                                                             |                                                             |
| 1960/61                                  | Severomoravský krajský přebor                               | 3                                                           | 26                                                          | 10                                                          | 6                                                           | 10                                                          | 37                                                          | 48                                                          | −11                                                         | 26                                                          | 9.                                                          |
| 1961/62                                  | Severomoravský krajský přebor                               | 3                                                           | 26                                                          | 7                                                           | 8                                                           | 11                                                          | 34                                                          | 54                                                          | −20                                                         | 22                                                          | 12.                                                         |
| 1962/63                                  | Severomoravský krajský přebor                               | 3                                                           | 26                                                          | 7                                                           | 4                                                           | 15                                                          | 34                                                          | 62                                                          | −28                                                         | 18                                                          | 12.                                                         |
| 1963/64                                  | Severomoravský krajský přebor                               | 3                                                           | 26                                                          | 9                                                           | 2                                                           | 15                                                          | 34                                                          | 62                                                          | −28                                                         | 20                                                          | 12.                                                         |
| 1964/65                                  | Severomoravský krajský přebor                               | 3                                                           | 26                                                          | 5                                                           | 6                                                           | 15                                                          | 27                                                          | 58                                                          | −31                                                         | 16                                                          | 13.                                                         |
| 1965/66                                  | Severomoravský oblastní přebor                              | 4                                                           | 26                                                          | ...                                                         | ...                                                         | ...                                                         | ...                                                         | ...                                                         | ...                                                         |                                                             |                                                             |
| 1966/67                                  | I. A třída Severomoravské oblasti – sk. ?                   | 5                                                           | 26                                                          | ...                                                         | ...                                                         | ...                                                         | ...                                                         | ...                                                         | ...                                                         |                                                             |                                                             |
| ...                                      |                                                             |                                                             |                                                             |                                                             |                                                             |                                                             |                                                             |                                                             |                                                             |                                                             |                                                             |
| 1992/93                                  | I. A třída Slezské župy – sk. B                             | 6                                                           | 26                                                          | 12                                                          | 6                                                           | 8                                                           | 40                                                          | 38                                                          | +2                                                          | 33                                                          | 6.                                                          |
| Česko (1993 −)                           |                                                             |                                                             |                                                             |                                                             |                                                             |                                                             |                                                             |                                                             |                                                             |                                                             |                                                             |
| Sezóny                                   | Liga                                                        | Úroveň                                                      | Z                                                           | V                                                           | R                                                           | P                                                           | VG                                                          | OG                                                          | +/-                                                         | B                                                           | Pozice                                                      |
| 1993/94                                  | I. A třída Slezské župy – sk. B                             | 6                                                           | 26                                                          | 13                                                          | 5                                                           | 8                                                           | 45                                                          | 34                                                          | +11                                                         | 31                                                          | 4.                                                          |
| 1994/95                                  | I. A třída Slezské župy – sk. B                             | 6                                                           | 26                                                          | 13                                                          | 4                                                           | 9                                                           | 48                                                          | 34                                                          | +14                                                         | 43                                                          | 5.                                                          |
| 1995/96                                  | I. A třída Slezské župy – sk. B                             | 6                                                           | 26                                                          | 12                                                          | 2                                                           | 12                                                          | 65                                                          | 47                                                          | +18                                                         | 38                                                          | 5.                                                          |
| 1996/97                                  | I. A třída Slezské župy – sk. B                             | 6                                                           | 26                                                          | 15                                                          | 5                                                           | 6                                                           | 46                                                          | 29                                                          | +19                                                         | 50                                                          | 2.                                                          |
| 1997/98                                  | I. A třída Slezské župy – sk. B                             | 6                                                           | 26                                                          | 18                                                          | 4                                                           | 4                                                           | 69                                                          | 31                                                          | +38                                                         | 58                                                          | 1.                                                          |
| 1998/99                                  | Slezský župní přebor                                        | 5                                                           | 30                                                          | 9                                                           | 10                                                          | 11                                                          | 41                                                          | 43                                                          | −2                                                          | 37                                                          | 9.                                                          |
| 1999/00                                  | Slezský župní přebor                                        | 5                                                           | 30                                                          | 17                                                          | 5                                                           | 8                                                           | 62                                                          | 38                                                          | +24                                                         | 56                                                          | 5.                                                          |
| 2000/01                                  | Slezský župní přebor                                        | 5                                                           | 30                                                          | 15                                                          | 5                                                           | 10                                                          | 63                                                          | 39                                                          | +24                                                         | 50                                                          | 4.                                                          |
| 2001/02                                  | Slezský župní přebor                                        | 5                                                           | 30                                                          | 13                                                          | 8                                                           | 9                                                           | 45                                                          | 38                                                          | +7                                                          | 47                                                          | 4.                                                          |
| 2002/03                                  | Přebor Moravskoslezského kraje                              | 5                                                           | 30                                                          | 14                                                          | 6                                                           | 10                                                          | 61                                                          | 49                                                          | +12                                                         | 48                                                          | 5.                                                          |
| 2003/04                                  | Přebor Moravskoslezského kraje                              | 5                                                           | 30                                                          | 14                                                          | 5                                                           | 11                                                          | 57                                                          | 42                                                          | +15                                                         | 47                                                          | 6.                                                          |
| 2004/05                                  | Přebor Moravskoslezského kraje                              | 5                                                           | 30                                                          | 20                                                          | 5                                                           | 5                                                           | 67                                                          | 32                                                          | +35                                                         | 65                                                          | 2.                                                          |
| 2005/06                                  | Divize E                                                    | 4                                                           | 30                                                          | 12                                                          | 7                                                           | 11                                                          | 40                                                          | 43                                                          | −3                                                          | 43                                                          | 9.                                                          |
| 2006/07                                  | Divize E                                                    | 4                                                           | 30                                                          | 9                                                           | 8                                                           | 13                                                          | 34                                                          | 45                                                          | −12                                                         | 35                                                          | 12.                                                         |
| 2007/08                                  | Divize E                                                    | 4                                                           | 30                                                          | 11                                                          | 9                                                           | 10                                                          | 39                                                          | 32                                                          | +7                                                          | 42                                                          | 5.                                                          |
| 2008/09                                  | Divize E                                                    | 4                                                           | 30                                                          | 6                                                           | 4                                                           | 20                                                          | 27                                                          | 50                                                          | −23                                                         | 22                                                          | 16.                                                         |
| 2009/10                                  | Přebor Moravskoslezského kraje                              | 5                                                           | 30                                                          | 14                                                          | 5                                                           | 11                                                          | 42                                                          | 39                                                          | +3                                                          | 47                                                          | 4.                                                          |
| 2010/11                                  | Přebor Moravskoslezského kraje                              | 5                                                           | 30                                                          | 5                                                           | 5                                                           | 20                                                          | 27                                                          | 56                                                          | −29                                                         | 20                                                          | 15.                                                         |
| 2011/12                                  | Přebor Moravskoslezského kraje                              | 5                                                           | 30                                                          | 12                                                          | 2                                                           | 16                                                          | 44                                                          | 69                                                          | −25                                                         | 38                                                          | 10.                                                         |
| 2012/13                                  | Přebor Moravskoslezského kraje                              | 5                                                           | 30                                                          | 7                                                           | 4                                                           | 19                                                          | 27                                                          | 68                                                          | −41                                                         | 25                                                          | 15.                                                         |
| 2013/14                                  | I. A třída Moravskoslezského kraje – sk. B                  | 6                                                           | 30                                                          | 14                                                          | 5                                                           | 11                                                          | 42                                                          | 39                                                          | +3                                                          | 47                                                          | 4.                                                          |
| 2014/15                                  | I. A třída Moravskoslezského kraje – sk. B                  | 6                                                           | 26                                                          | 17                                                          | 6                                                           | 3                                                           | 65                                                          | 33                                                          | +32                                                         | 57                                                          | 1.                                                          |
| 2015/16                                  | Přebor Moravskoslezského kraje                              | 5                                                           | 30                                                          | 12                                                          | 3                                                           | 15                                                          | 43                                                          | 63                                                          | −20                                                         | 39                                                          | 9.                                                          |
| 2016/17                                  | Přebor Moravskoslezského kraje                              | 5                                                           | 30                                                          | 9                                                           | 5                                                           | 16                                                          | 46                                                          | 67                                                          | −21                                                         | 32                                                          | 14.                                                         |
| 2017/18                                  | Přebor Moravskoslezského kraje                              | 5                                                           | 30                                                          | 10                                                          | 2                                                           | 18                                                          | 58                                                          | 67                                                          | −9                                                          | 32                                                          | 12.                                                         |
| 2018/19                                  | Přebor Moravskoslezského kraje                              | 5                                                           | 30                                                          | 23                                                          | 4                                                           | 3                                                           | 89                                                          | 28                                                          | +61                                                         | 73                                                          | 1.                                                          |
| ** 2019/20                               | Divize F                                                    | 4                                                           | 13                                                          | 7                                                           | 1                                                           | 5                                                           | 28                                                          | 25                                                          | +3                                                          | 22                                                          | 7.                                                          |
| ** 2020/21                               | Divize F                                                    | 4                                                           | 9                                                           | 2                                                           | 4                                                           | 3                                                           | 21                                                          | 21                                                          | 0                                                           | 10                                                          | 9.                                                          |
| 2021/22                                  | Divize F                                                    | 4                                                           | 26                                                          | 11                                                          | 4                                                           | 11                                                          | 54                                                          | 46                                                          | +8                                                          | 37                                                          | 9.                                                          |
| 2022/23                                  | Divize F                                                    | 4                                                           | 26                                                          | 4                                                           | 7                                                           | 15                                                          | 28                                                          | 61                                                          | -33                                                         | 19                                                          | 13.                                                         |
| 2023/24                                  | Divize F                                                    | 4                                                           | 30                                                          | 10                                                          | 8                                                           | 12                                                          | 45                                                          | 52                                                          | -7                                                          | 30                                                          | 10.                                                         |
| 2024/25                                  | Divize F                                                    | 4                                                           | 30                                                          | 3                                                           | 7                                                           | 20                                                          | 30                                                          | 87                                                          | -5                                                          | 16                                                          | 15.                                                         |

**= sezona předčasně ukončena z důvodu pandemie covidu-19